# Peter Mulgrew
Pour les articles homonymes, voir Mulgrew.
Peter David Mulgrew est un alpiniste et homme d'affaires néo-zélandais.

## Biographie
Il est né le 21 novembre 1927 à Lower Hutt et mort le 28 novembre 1979 sur l'île de Ross dans la catastrophe du vol Air New Zealand 901. Sa veuve, June Mulgrew, épouse Edmund Hillary en 1989.
Il participe notamment à l'expédition Fuchs-Hillary (1956–1958) en Antarctique et à deux autres dans l'Himalaya (années 1960).

## Hommages et distinctions
Il a reçu la British Empire Medal et la médaille polaire.
Le nunatak Mulgrew (en) est nommé en son honneur.